# R20 (België)
De R20 of Kleine Ring van Brussel (Frans: Petite Ceinture) is een ringweg van ongeveer 8 km lengte in de vorm van een vijfhoek, die de historische stad Brussel omsluit, en ook nu nog deels de gemeentegrens van Brussel met de omliggende gemeenten vormt. De Kleine Ring ligt op dezelfde plaats waar de vroege tweede stadsomwalling lag. De Kleine Ring speelt een centrale rol in het Brusselse autoverkeer. De tunnels van de Kleine Ring zullen vanaf 2012 uitgerust worden met een snelheidscontrole op basis van trajectcontrole. De meetgegevens zullen tevens gebruikt worden voor het informeren van de bestuurders, het continu berekenen van het aantal wagens in de tunnels en de regeling van de vereiste ventilatie van de tunnels.

## Geschiedenis
De Kleine Ring bevindt zich op de plaats van de tweede omwalling van Brussel, die aangelegd werd in de 14de eeuw. Zoals in de meeste Europese steden werden deze wallen eind 18e eeuw geslecht en door grote boulevards vervangen, terwijl even daarbuiten grote treinstations werden gebouwd; in Brussel het Noordstation en Zuidstation. In de 20e eeuw werden veel aanpassingen gepleegd om het steeds toenemende autoverkeer te verwerken; toch is het karakter van boulevard nog op veel plaatsen bewaard.

## Karakter
De Kleine Ring is qua karakter als volgt in te delen:
- de oosthelft (van Sainctelette tot de Hallepoort) langs de Leopoldswijk, is voorzien van een autoweg zonder gelijkvloerse kruispunten die zich onder het oppervlak bevindt, deels in tunnels; dit deel heeft het karakter van een boulevard, met veel grote, statige panden, voornamelijk gebruikt als kantoren, ambassades en dergelijke; het noordelijke deel is het verlengde van de Leopold II-laan en kijkt uit op de basiliek van Koekelberg;
- rond de Hallepoort is bovengronds geen druk verkeer, maar terrein voor wandelaars;
- het deel van de Hallepoort tot Zuidstation is zeer breed, met gelijkvloerse kruisingen;
- het deel Zuidstation en Ninoofsepoort is even breed, met gelijkvloerse kruisingen, maar met een groot, van platanen voorzien middenterrein, dat plaats biedt aan de Zuidfoor, de Brusselse kermis;
- het deel tussen Ninoofse poort en Sainctelette, langs het kanaal Charleroi-Brussel, is smal, met tramlijn in het midden.

## Verkeersfunctie
In veel steden zijn de belangrijkste verkeerswegen voornamelijk uitvalswegen (radiale verbindingen van het centrum naar buiten) en ringwegen, die om het centrum heen lopen. Brussel heeft vier ringwegen:
- de Grote Ring (R0), grotendeels een autosnelweg, die behalve in het zuiden ongeveer rond de Brusselse agglomeratie loopt
- de Kleine Ring (R20), die samen met de uitvalsweg gevormd door Leopold II-laan en Keizer Karellaan de R20 wordt genoemd
- de Middenring (R21), een ongeveer ringvormig samenstel van verkeerswegen en enkele tunnels door de agglomeratie
- de Tweede Ring (R22), die enkel door het oostelijke deel van de agglomeratie loopt tussen Zaventem en Ukkel

Deze wegen dragen een groot deel van het Brusselse autoverkeer en spelen een centrale rol op kaarten en verkeersborden in het Brussels Hoofdstedelijk Gewest. Brusselse wegwijzers met plaatsnamen zijn erg schaars; in de plaats daarvan verwijzen ze naar de ringen:
- kleine groene bordjes met de vermelding Ring wijzen de weg naar de Grote Ring;
- witte borden met een schematisch ingetekende ring, een punt op die ring, en de naam van dat punt, verwijzen naar punten op een van de andere drie ringwegen.

## Lanen van de Kleine Ring
- A – Leopold II-laan
- B – Boudewijnlaan
- C – Antwerpselaan
- D – Boulevardlaan
- E – Kruidtuinlaan
- F – Galiléelaan
- G – Bisschoffsheimlaan
- H – Sterrenkundelaan
- I – Regentlaan
- J – Kunstlaan
- K – Marnixlaan
- L – Waterloolaan
- M – Gulden-Vlieslaan
- N – Henri Jasparlaan
- O – Hallepoortlaan
- P – Zuidlaan
- Q – Poincarélaan
- R – Slachthuislaan
- S – Barthélémylaan
- T – Nieuwpoortlaan
- U – 9de Linielaan

In het Frans heet de buitenste baan van de Kleine Ring steeds avenue, terwijl de binnenbaan uit boulevards bestaat. De Nederlandse namen eindigen in beide gevallen op laan.

## Keizer Karellaan
In 2024 vroeg de Brusselse regering een stedenbouwkundige vergunning aan voor de heraanleg van de Keizer Karellaan, met inbegrip van een dubbelrichtingsfietspad van 4 m breed in Sint-Agatha-Berchem aan de zuidzijde, tussen de Vlaamse fietssnelweg F2 en de Dendermondsestraat. 
R-wegen:
R0 · R1 · R2 · R3 · R4 (R4a · R4z) · R5 (R5a) · R6 · R7 · R8 · R9 · R10 · R11 (R11a) · R12 · R13 · R14 · R15 · R16 · R18 · R20 (R20a · R20b) · R21 (R21a · R21b · R21c · R21d) · R22 (R22a · R22z) · R23 (R23z) · R24 · R25 · R26 · R27 (R27a) · R30 (R30a · R30b) · R31 · R32 · R33 · R34 · R35 · R36 (R36z) · R40 (R40a) · R41 · R42 · R43 · R50 · R51 · R52 · R53 · R54 · R55 · R61 (R61a) · R62 · R70 · R71 · R72 · R73
N-wegen die (gedeeltelijk) een ringweg omvatten:
N1 · N3 · N4 · N6 · N7 · N8 · N9 · N13 · N17 · N27 · N27a · N28 · N29 · N31 · N32 · N34 · N35 · N36 · N37 · N38 · N39 · N41 · N44 · N46 · N47 · N49 · N50 · N55 · N60 · N60d · N70 · N71 · N72 · N73 · N75 · N76 · N78 · N80 · N81 · N82 · N90 · N92 · N113 · N153 · N203 · N203a · N390 · N405 · N416 · N441 · N473 · N498 · N556 · N700 · N712 · N712b · N717 · N722 · N725 · N748 · N750 · N769 · N967